# Partialtryck

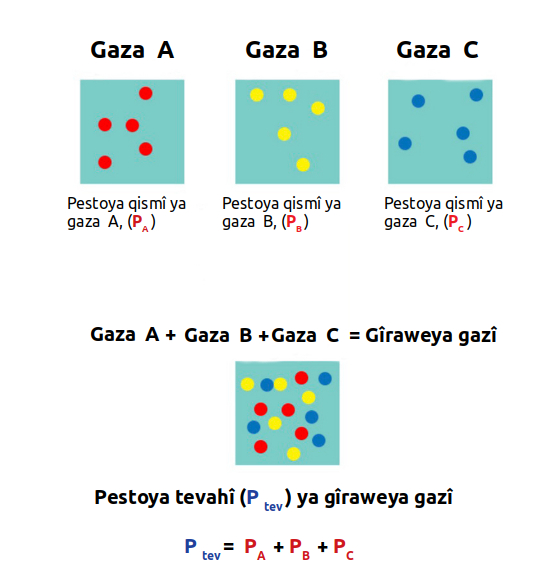
Daltons lag

Partialtryck är det tryck som orsakas av en enskild gas. Daltons lag säger att summan av de olika gasernas partialtryck bildar det totala trycket. Begreppet partialtryck är förekommande inom fysiologin där ofta halterna av löst syrgas, koldioxid och andra fysiologiska gaser anges som partialtryck.
Inom meteorologi är partialtrycket för vattenånga i luften en intressant parameter och brukar inom meteorologin kallas för ångtryck.
Exempel: Det normala atmosfärstrycket vid jordytan är 101 325 Pascal (Pa) och definieras som 1 atmosfär (atm). Syre har därmed partialtrycket 0,21 atm eftersom luften innehåller 21 % syrgas. Vid dykning ökar partialtrycket, vid 10 meters djup (2 atmosfärers tryck) är syrets partialtryck 0,42 atm osv. När syres partialtryck når 1,6 blir halten av syrgas giftig, vilket innebär att det är riskfyllt att dyka djupare än 66 meter om man andas luft. (66 meters djup ger ett tryck på 7,6 atmosfärer. 7,6 * 0,21 = 1,6)